# Contea dei Mezzani del vescovo
La contea del Mezzano del Vescovo è stata una piccola entità indipendente di natura feudale ed ecclesiastica, durata 883 anni, dall’880 al 1763, retta dai vescovi di Parma. Era situata nell'attuale Emilia nord-orientale incuneata nei possedimenti pontifici, poi del ducato di Parma e Piacenza, confinava a nord con il ducato di Milano e il ducato di Mantova, a est col ducato di Modena. Ne facevano parte le due comunità di Mezzano Superiore e Mezzano Inferiore.

## Storia

### La concessione imperiale e la formazione del territorio

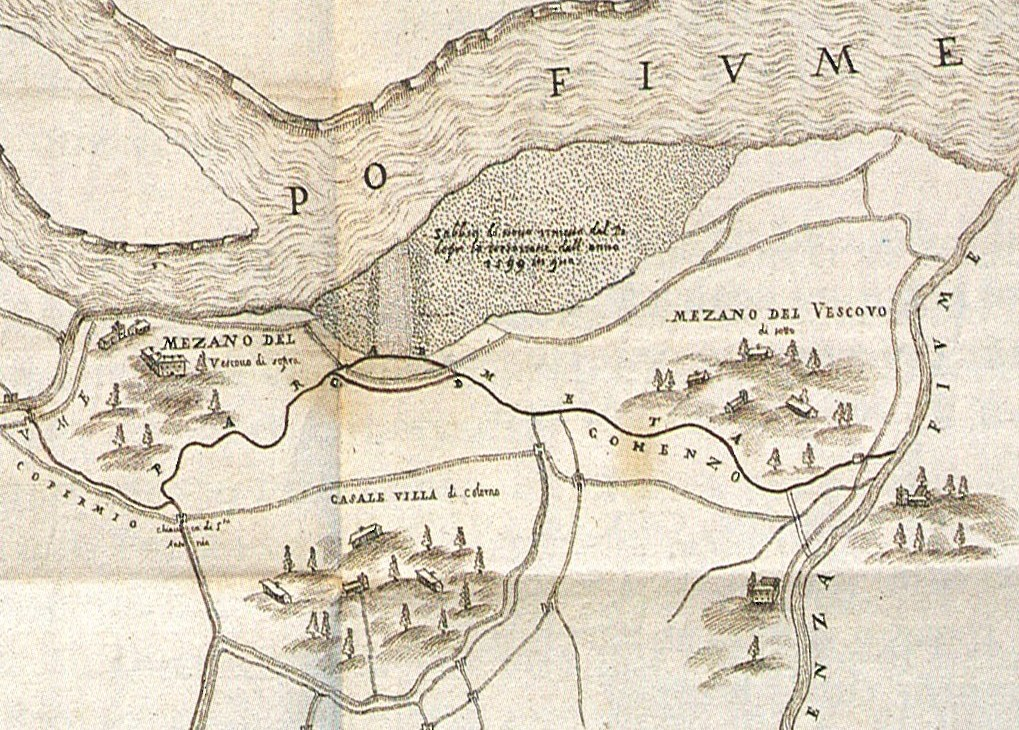
il territorio di Mezzani in una carta di Smeraldo Smeraldi del XVII secolo

L'imperatore Carlo il Grosso nell'880 concesse al Vescovo di Parma Guibodo le rive dei fiumi Po, Parma, Enza e Taro, le isole che si trovavano in essi e le rive per un'estensione di dodici piedi dall’alveo del corso d’acqua. Tali privilegi furono poi confermati da Ottone III nel 973 e da Enrico VI nel 1195. Per tale motivo, Mezzano Superiore e Inferiore formatesi come isole del Po divennero possedimenti dell'episcopato parmense. L'epoca della loro formazione non è certa, tuttavia l'abate Giovanni Romani cita un manoscritto del XVII secolo di padre Bordoni in cui si racconta un avvenimento accaduto presso il "Mezzano del Vescovo" (l’odierno Mezzano Superiore) già nell'anno 1131. Posteriormente al 1306 si formò più a est una seconda isola dove poi fu insediato il paese di Mezzano Inferiore.
Le due isole col passare del tempo si congiunsero alla riva destra del fiume; il periodo in cui ciò avvenne non è certo, secondo il Romani, sarebbe avvenuto nel XV secolo. I terreni delle isole vennero poi in gran parte livellati, ossia concessi in affitto, nel 1474 alla popolazione dei Mezzani. Dal medioevo a oggi il corso del Po si è spostato di diversi chilometri verso nord erodendo la sponda lombarda e formando nuove terre in corrispondenza della riva emiliana. Si può comprendere l'entità di questo mutamento osservando l'attuale distanza dal fiume dai paesi parmensi con toponimo denotante la fondazione alla confluenza di un torrente nel Po: Coltaro (Caput Tari), Colorno (Caput Lurni), Copermio (Caput Parmae) e Coenzo (Caput Entiae).

### Dal XIV al XVI secolo: lo sviluppo e l’organizzazione del feudo
Per favorire il popolamento del nuovo territorio di sua proprietà, il Vescovo diede in enfiteusi i terreni dei Mezzani alle famiglie di contadini che si fossero impegnate a coltivarli. L'enfiteusi è un contratto di lunga durata che prevede canoni ridotti in cambio del miglioramento delle terre date in concessione, nel medioevo era tipicamente applicato per i terreni marginali appena conquistati alla coltura e di cui si volesse favorire il popolamento. Uno dei primi contratti di locazione di queste terre di cui si abbia notizia, risale al 25 novembre del 1297, ad opera dell'allora vescovo Giovanni da Castell'Arquato. Le prime dimore furono edificate sui terreni più elevati delle ex isole nei pressi dell'attuale strada provinciale e da qui progressivamente vennero dissodate le terre circostanti. Come in altri centri lungo le rive del Po i due Mezzani presentano una caratteristica conformazione allungata; le abitazioni si snodano lungo una strada sinuosa che ricalca le antiche anse del fiume. Questa particolarità si evidenzia ancor di più quando il popolamento fu operato da un latifondista tramite la pratica dell'enfiteusi. Un altro caso simile a pochi chilometri di distanza è rappresentato dall'insediamento di Sanguigna dove il proprietario terriero era il monastero di San Giovanni. Mezzano Superiore come anche il vicino Mezzano Rondani in realtà non si sviluppò solo come centro agricolo ma anche come punto strategico per il controllo della confluenza della Parma in Po e per il commercio fluviale col cremonese. La crescita di importanza dei due Mezzani per gli scambi con la sponda lombarda del Po sono legati al blocco del porto di Copermio operato da Matilde di Canossa durante le lotte per le investiture e ai conflitti che interessarono l’area di Colorno tra il XI e il XIII secolo.

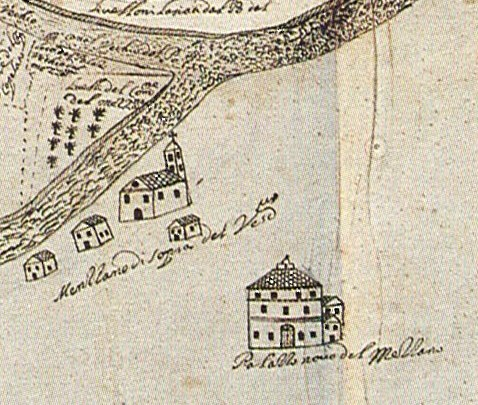
Mezzano Superiore e il palazzo del Vescovo, particolare di un disegno del XVII secolo

Alla popolazione del luogo furono concessi anche diversi privilegi fiscali: a differenza degli stati vicini non vennero mai applicate imposte sui fuochi, sulla pesca, sui forni, sui macelli e nemmeno sul commercio di sale, tabacco e acquavite. La mancata imposizione di diverse tasse permetteva ai Mezzani di costituire una specie di zona franca. Gli abitanti del posto commerciavano i propri prodotti non soggetti a dazio con i territori limitrofi, per questo furono sempre accusati dal Ducato di Parma di esercitare il contrabbando. L'economia però fu principalmente legata all'agricoltura, la bassa pressione fiscale consentì ai mezzanesi di apportare migliorie ai propri appezzamenti e di acquistarne nello stato di Parma.
I privilegi goduti da questi territori furono confermati il 25 settembre 1399 da una sentenza che dichiarò i Mezzani interamente e integralmente sotto la giurisdizione del vescovo di Parma. Nello stesso anno, il delegato del Duca di Milano, sentenziò che gli uomini del feudo non erano tenuti ad alcun carico reale e personale, né misto. Infine il 28 giugno 1402 il vescovo Giovanni Rusconi, ottenne l'immunità per i Mezzani del Vescovo.
I Mezzani costituivano un vero e proprio stato, indipendente dal vicino Ducato di Parma e Piacenza su cui il vescovo col titolo di conte amministrava il territorio e esercitava la giustizia tramite un podestà di sua nomina. A Mezzano Superiore nel XVI secolo Ferdinando Farnese fece erigere un palazzo.
Dalle cronache del tempo risulta che nei primi secoli l'ambiente del feudo era punteggiato di acquitrini, periodicamente soggetto alle piene dei fiumi circostanti e pertanto di difficile coltivazione. La popolazione residente era povera e abitava case realizzate in legno e canne palustri. In questo ambiente ancora di frontiera nella seconda metà del XV secolo il vescovo Sagramoro Sagramori fece edificare a Mezzano Superiore una bella chiesa rinascimentale. Nei decenni successivi la qualità della vita del territorio migliorò notevolmente, quando nel 1736 venne terminato un secondo edificio sacro al posto di quello rinascimentale le abitazioni del paese erano costituite da edifici a due piani realizzati in muratura.
Nel 1579 si verificarono delle controversie per lo sfruttamento di un’isola da poco formatasi alla foce del torrente Parma tra le comunità di Mezzano Superiore, Copermio e Fossacaprara. Altre dispute avvennero nel 1598 aventi come oggetto sempre la gestione di nuove isole. Questo tipo di controversie furono frequenti e oltre al possesso di nuove terre potevano anche riguardare i diritti per la pesca o la gestione dei porti fluviali. All’inizio del XVIII secolo sorse una disputa tra Sacca e Casalmaggiore per l’utilizzo dell’approdo sulla riva parmense per chi proveniva dalla Lombardia. Nella stessa epoca vi furono controversie per la gestione dei porti anche tra Mezzano Superiore e Mezzano Rondani.

### Dal XVII al XVIII secolo

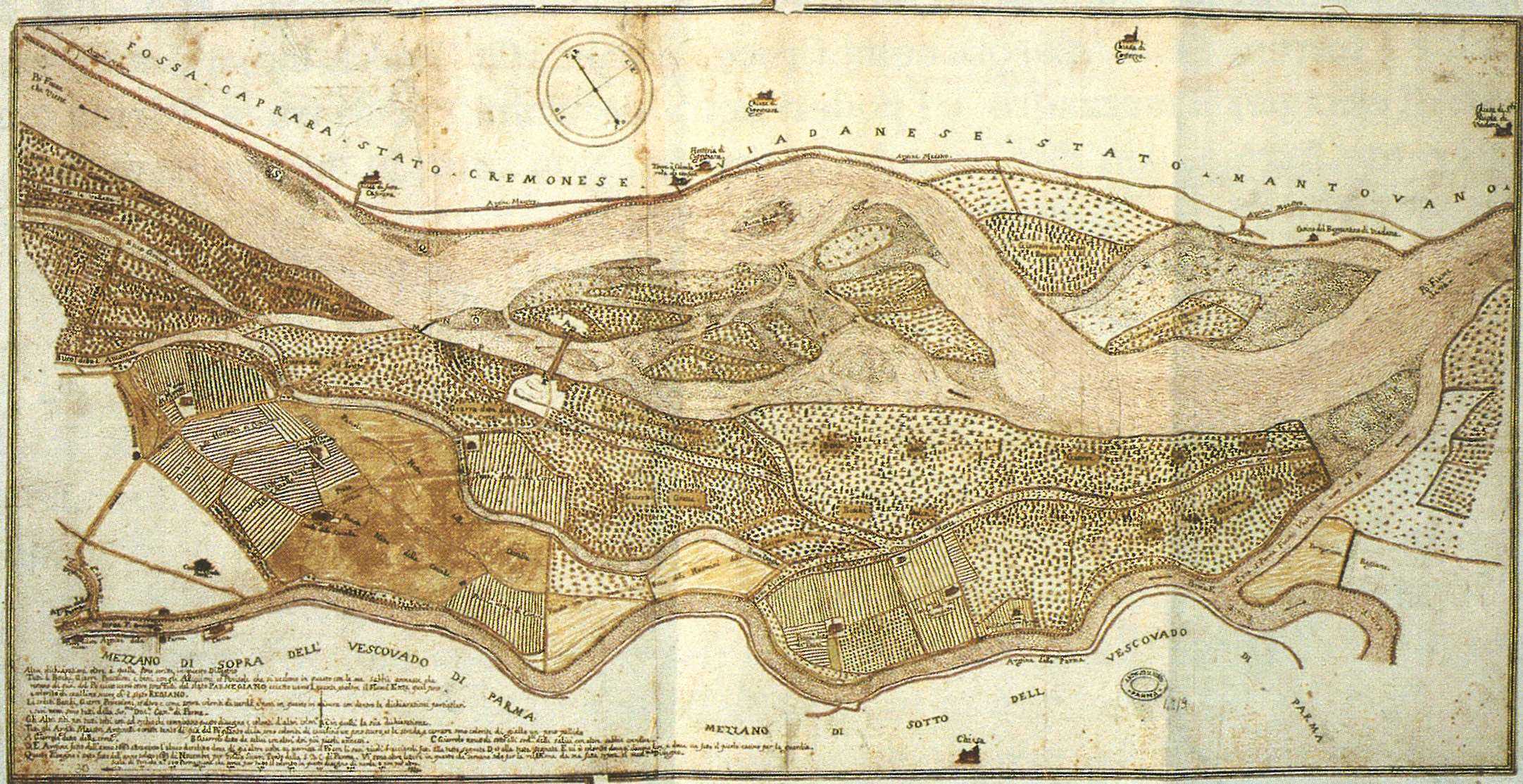
Carta del 1683 in cui Parma ed Enza confluiscono congiuntamente in Po

Nel corso del XVII secolo le acque del Po si spostarono nuovamente verso nord, il progressivo accumulo di materiali alluvionali di fronte alle rive del feudo formò nuove isole o giare nei pressi della confluenza della Parma. Una carta del 1616 rileva la presenza di due isole di fronte a Mezzano Superiore già colonizzate dalla vegetazione e utilizzate come pascolo. Inizialmente il torrente fluiva tra le due giare ma fu poi costretto da ulteriori apporti di sedimenti a deviare il proprio corso verso est incanalandosi nel vecchio alveo del Po andando a confluire nell'Enza. I neocostituiti territori diventarono parte del Ducato di Parma trasformando il feudo vescovile in una sorta di enclave nel territorio parmense.
Il 6 giugno 1711 i nuovi territori (detti giarre, corrispondenti alle odierne Ghiare Bonvisi) appena formatisi tra Po e Parma furono acquistati dalla Camera Ducale da Bianca Teresa Bonvisi appartenente alla omonima famiglia di marchesi lucchesi.
Nel 1603 sorse un contenzioso tra il Vescovo di Parma e i Sanseverino. Nei decenni precedenti i signori di Colorno avevano realizzato nelle proprie terre diversi canali di scolo che si immettevano nella Parmetta e questo causava periodici straripamenti del canale nel territorio dei Mezzani.
Mezzano Inferiore fu più volte campo di battaglia: ancora oggi esiste un terreno chiamato cimitero dei turchi poiché vi furono seppelliti i mercenari turchi che combatterono per la Repubblica di Venezia contro il Ducato di Milano. Nel 1634 i soldati tedeschi stanziati a Castelnovo di Sotto (RE) in un'incursione devastarono il paese. Nel 1702 vi fu il passaggio di truppe tedesche e francesi in occasione della guerra di successione spagnola con requisizioni e spoliazioni da parte dei soldati, provocando talvolta la reazione della popolazione come quando nel luglio dello stesso anno cinque tedeschi furono uccisi e uno derubato dai contadini di Mezzano del Vescovo. Durante la guerra di successione polacca, nel 1734 ebbe luogo uno scontro che vide contrapposte truppe franco-savoiarde e tedesche nella battaglia di Colorno. Palle di cannone risalenti a quella battaglia giacciono ancora nel campanile di Mezzano Inferiore. Durante lo stesso evento bellico le truppe francesi e savoiarde prima e imperiali poi si accamparono nel contiguo villaggio di Casale con grave danno per i raccolti e per la popolazione dei dintorni.
Nella cartografia vaticana compare il castello edificato a Mezzano Inferiore dal Vescovo per difendere i suoi territori dalle compagnie di ventura. Di questo edificio oggi non rimane traccia, tuttavia esiste tuttora un gruppo di abitazioni denominate il castello.
Nel corso della prima metà del '700 diversi informatori inviati dal duca di Parma stilarono relazioni dettagliate sul possedimento vescovile, da esse è possibile comprendere la situazione del feudo a quell'epoca. Il podestà, scelto dal presule parmense, amministrava il territorio ed esercitava anche le funzioni di giudice nelle cause civili e penali ma per i casi più gravi quali confische o pene capitali era vincolante il parere del vescovo. Nel palazzo di Mezzano Superiore risiedeva il podestà e in esso erano dislocati l’archivio, la prigione, una piccola guarnigione, una scuderia per otto cavalli nonché alcune rimesse. Sempre secondo i rapporti del '700 i due paesi ospitavano una popolazione complessiva di 2 272 abitanti e il terreno coltivato all'interno degli argini ammontava a milleduecento biolche parmigiane. A Mezzano Superiore era presente anche un porto sul torrente Parma.
La vicinanza al confine con gli stati di Modena, Milano e Mantova risultava essere strategica, sia per il vescovo di Parma che dal suo palazzo nei Mezzani raggiungeva e visitava facilmente la porzione di diocesi ubicata nel ducato di Modena, sia per la popolazione che talvolta in caso di molestie aveva ricevuto aiuto dai paesi oltreconfine. In altre occasioni furono i mezzanesi a prestare aiuto ai residenti dei villaggi vicini come nel caso della sommossa di Cicognara contro l'introduzione della ferma nel 1761.

### 1763: la cessione del feudo al Ducato di Parma

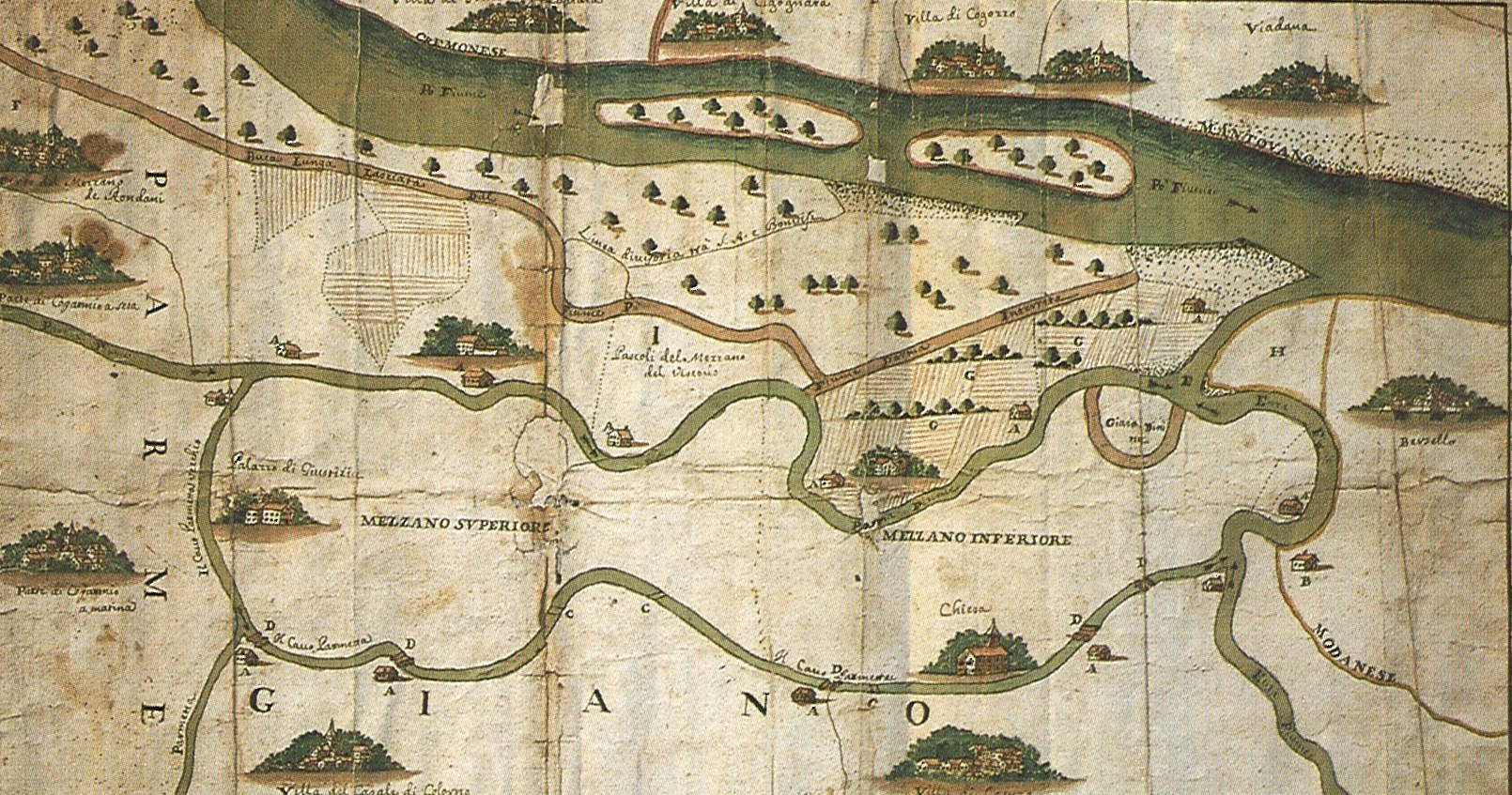
Carta di Mezzani del XVIII secolo

Il Vescovo di Parma in qualità di conte dei Mezzani e delle corti di Monchio e Rigoso era da sempre considerato benestante. Il Ducato di Parma mirava da tempo impossessarsi di queste rendite, inoltre inglobare i Mezzani significava avere il controllo del confine con gli stati di Milano, Mantova e Modena. Diversi furono i tentativi per ottenere l'annessione del territorio amministrato dal vescovo di Parma.
Il duca e il comune di Parma riuscirono a stipulare a Roma nel 1590 col cardinale Farnese un primo accordo sulle collette dei beni dei Mezzani, che fu però invalidato perché ritenuto dannoso alla mensa vescovile.
Nel secondo decennio del XVII secolo il duca Ranuccio I Farnese pervenne a un'intesa con l'allora vescovo Pompeo Cornazzani per la permuta dei due Mezzani con altre terre del ducato, ottenendo anche il benestare di papa Gregorio XV. Nell'esecuzione di quanto pattuito sorsero però delle complicanze che costrinsero il Cornazzani ad abbandonare la diocesi. Il successore Carlo Nembrini chiese invano di dare luogo all'accordo a suo tempo stipulato per porre fine alle continue tensioni con il ducato di Parma.
Il duca di Parma infatti, per convincere il vescovo ad abbandonare i propri possedimenti non esitò ad usare la forza: dislocò truppe armate lungo i confini per impedire ai mezzanesi di trasportare, nelle loro abitazioni oltre confine, i raccolti dei terreni posseduti in territorio ducale. Il vescovo Giuseppe Olgiati nel 1710 arrivò a rinunciare la Diocesi piuttosto che affrontare nuovi dissidi sulla giurisdizione dei Mezzani.
L'abile ministro ducale Du Tillot utilizzò tutti gli strumenti diplomatici in suo possesso affinché la permuta avvenisse e alla fine individuato il momento opportuno, forte dell'amicizia del vescovo Francesco Pettorelli Lalatta riuscì a concludere a suo favore la controversia. 
La Mensa vescovile, da un lato, non era ormai più in grado di amministrare e gestire i propri possedimenti: gli introiti diventavano sempre più esigui poiché i canoni d'affitto non erano mai stati adeguati alla svalutazione; forse solo l'imposizione delle tasse applicate anche negli stati vicini avrebbe potuto ovviare al problema. Dall'altro lato, il ducato di Parma era assolutamente determinato a stroncare il contrabbando qui presente imponendo i propri dazi. L'acquisizione del possedimento vescovile rientrava inoltre nella politica di ridimensionamento dei privilegi e dei poteri ecclesiastici fortemente voluta dal Du Tillot. Da un punto di vista economico però la permuta sarebbe stata sicuramente più vantaggiosa per il duca di Parma.
Già nell'agosto del 1762 a poco più di un anno dall'insediamento del nuovo vescovo di Parma, iniziarono le trattative del Du Tillot per ottenere la permuta del feudo dei Mezzani con qualsiasi altro, purché lontano dai confini ducali. Il vescovo Pettorelli, persona remissiva e restia a creare attriti con il duca non oppose resistenza. Fu anzi accondiscendente al punto da suggerire il contenuto di una lettera che Filippo I avrebbe dovuto inviargli, in cui lamentare l'abuso del diritto d'asilo e del contrabbando nel territorio in questione. Dal momento che il feudo dipendeva direttamente dal Vescovo e dal Papa era necessario il benestare di quest'ultimo per dare luogo al passaggio di proprietà.

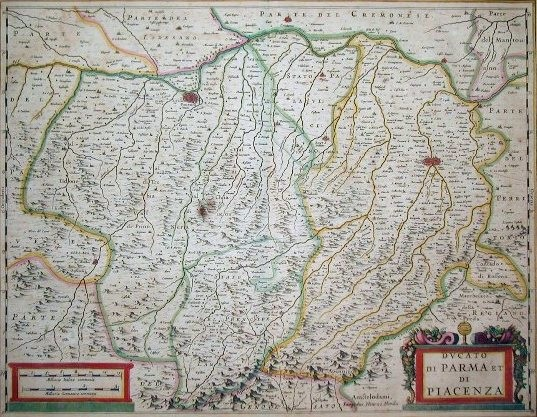
Mappa del Ducato di Parma e Piacenza 1639

Nel gennaio 1763 la bozza della richiesta di permuta era già stata fatta pervenire a Roma e i vescovi di Parma e di Piacenza espressero il proprio parere favorevole.  La lettera di risposta dell'episcopato piacentino fu a dire il vero opportunamente revisionata e ampliata dal Du Tillot. I mezzanesi, dal canto loro, insospettiti e memori di quanto accaduto nelle precedenti dispute riguardanti la loro autonomia, inviarono in propria rappresentanza il prelato Giambattista Perini.
Nel luglio del 1763 venne comunicato il nulla osta papale all'esecuzione della transazione. Il mese di agosto fu stilato il documento ufficiale di permuta e firmato il decreto che assoggettava i Mezzani alle leggi e ai dazi del Ducato di Parma. Filippo I inviò immediatamente il consigliere delegato Lucio Bolla, scortato da polizia e notai, provvisto di un atto di indulto, per prendere possesso del feudo e ottenere il giuramento al nuovo sovrano. Ma nei due Mezzani non si presentò nessuno per prestare atto di fedeltà, sia i deputati di entrambi paesi, sia i capifamiglia di Mezzano Inferiore, erano riparati oltre confine, nel ducato modenese o in quello milanese a Viadana. I ribelli, guidati dai loro capi fecero ricorso a Roma dicendo di non potersi assoggettare senza il consenso del Papa e del Vescovo. Il Du Tillot per tre volte prorogò inutilmente la scadenza dell'amnistia ducale nella speranza di convincere la popolazione ad assoggettarsi.  Iniziò allora a fare pressione sugli stati vicini per espellere i ribelli dai territori oltre confine. Nel frattempo i mezzanesi ottennero tramite i propri rappresentanti che un loro memoriale venisse sottoposto alla congregazione dei vescovi a Roma.
Il Du Tillot all'alba del 23 febbraio 1764 con un'azione improvvisa inviò a Mezzani le truppe ducali e la polizia. Furono arrestati e condotti in catene nelle carceri ducali una settantina di fuggiaschi rientrati dagli stati vicini, confiscati i beni dei ribelli che non vennero trovati ed espulse le loro famiglie; nei due paesi permase un contingente di militari. Nel frattempo il rappresentante del vescovo di Parma a Roma, monsignor Tommaso Antici, si accordò con il segretario della congregazione dei vescovi per occultare il documento inviato dai mezzanesi.  Come conseguenza la congregazione espresse il proprio favore alle istanze ducali. La resistenza dei mezzanesi già sfiancata da arresti, confische ed espulsioni subì così un colpo mortale. Ai ribelli non rimase che assoggettarsi al Duca Filippo I per ottenerne la grazia. Diversa sorte ebbero i due principali capi dei ribelli, Giuseppe Maini e Giacomo Belli rifugiati a Casalmaggiore e consegnati nel luglio 1764 dal ducato di Milano al governo parmense.